# Луис-Антониу
Луис-Антониу (порт. Luís Antônio) — муниципалитет в Бразилии, входит в штат Сан-Паулу. Составная часть мезорегиона Рибейран-Прету. Входит в экономико-статистический микрорегион Рибейран-Прету. Население составляет 8136 человек на 2006 год. Занимает площадь 611 км². Плотность населения — 13,6 чел./км².

## История
Город основан 13 декабря 1892 года. 

## Статистика
- Валовой внутренний продукт на 2003 год составляет 457 783 127,00 реалов (данные: Бразильский институт географии и статистики).
- Валовой внутренний продукт на душу населения на 2003 год составляет 59 545,15 реалов (данные: Бразильский институт географии и статистики).
- Индекс развития человеческого потенциала на 2000 год составляет 0,795 (данные: Программа развития ООН).

## География
Климат местности: субтропический.